# Митрохи
Митрохи — деревня в составе Уинского муниципального округа в Пермском крае.

## Географическое положение
Деревня расположена в западной части округа на расстоянии примерно 12 километров на запад по прямой от села Аспа.

## Климат
Климат умеренно континентальный. Зима продолжительная, снежная. Средняя температура января −17 °C. Лето умеренно тёплое. Самый тёплый месяц — июль. Средняя температура июля +25 °C. Образование устойчивого снежного покрова происходит в среднем во второй декаде ноября, продолжительность снежного покрова — 170 дней. Средняя из наибольших декадных высот снежного покрова за зиму составляет 59 сантиметров. Почва промерзает в среднем на глубину 68-76 сантиметров. Разрушение устойчивого снежного покрова приходится на конец второй декады апреля. Годовая сумма осадков составляет в среднем 557 миллиметров.

## История
Деревня до 2018 года входила в состав Ломовского сельского поселения, а с 2018 по 2019 Аспинского сельского поселения Уинского района. После упразднения обоих последних муниципальных образований входит в состав Уинского муниципального округа.

## Население
Постоянное население составляло 145 человек в 2002 году (98 % русские), 86 человек в 2010 году.